# Яро (футбольний клуб)
Фінський футбольний клуб «Яро» або просто «Яро» (фін. Fotbollsföreningen Jaro Jalkapalloseura) — професіональний фінський футбольний клуб з двомовного міста Якобстад.

## Статистика виступів
| \| Сезон \| Рівень \| Дивізіон \| Група \| Федерація \| Місце \| Переміщення \| \| ----- \| -------- \| --------------------------- \| ------- \| --------------------------------- \| ----- \| --------------------------------- \| \| 1994 \| Рівень 1 \| Вейккаусліга (Прем'єр-ліга) \| \| ФА Фінляндії (Suomen Palloliitto) \| 7-ме \| \| \| 1995 \| Рівень 1 \| Вейккаусліга (Прем'єр-ліга) \| \| ФА Фінляндії (Suomen Palloliitto) \| 5-те \| \| \| 1996 \| Рівень 1 \| Вейккаусліга (Прем'єр-ліга) \| \| ФА Фінляндії (Suomen Palloliitto) \| 1-ше \| Верхня група – 5-те \| \| 1997 \| Рівень 1 \| Вейккаусліга (Прем'єр-ліга) \| \| ФА Фінляндії (Suomen Palloliitto) \| 8-ме \| Третій раунд – 8-ме \| \| 1998 \| Рівень 1 \| Вейккаусліга (Прем'єр-ліга) \| \| ФА Фінляндії (Suomen Palloliitto) \| 9-те \| Третій раунд – 10-те – Вибування \| \| 1999 \| Рівень 2 \| Юккенен (Перший дивізіон) \| Півніна \| ФА Фінляндії (Suomen Palloliitto) \| 2-ге \| Група Підвищення – 3-тє – плей-оф \| \| 2000 \| Рівень 2 \| Юккенен (Перший дивізіон) \| Півніна \| ФА Фінляндії (Suomen Palloliitto) \| 2-ге \| Група Підвищення – 5-те \| \| 2001 \| Рівень 2 \| Юккенен (Перший дивізіон) \| Півніна \| ФА Фінляндії (Suomen Palloliitto) \| 2-ге \| Плей-оф – Підвищення \| \| 2002 \| Рівень 1 \| Вейккаусліга (Прем'єр-ліга) \| \| ФА Фінляндії (Suomen Palloliitto) \| 8-ме \| Верхня група – 7-ме \| \| 2003 \| Рівень 1 \| Вейккаусліга (Прем'єр-ліга) \| \| ФА Фінляндії (Suomen Palloliitto) \| 8-ме \| \| \| 2004 \| Рівень 1 \| Вейккаусліга (Прем'єр-ліга) \| \| ФА Фінляндії (Suomen Palloliitto) \| 11-те \| \| \| 2005 \| Рівень 1 \| Вейккаусліга (Прем'єр-ліга) \| \| ФА Фінляндії (Suomen Palloliitto) \| 11-те \| \| \| 2006 \| Рівень 1 \| Вейккаусліга (Прем'єр-ліга) \| \| ФА Фінляндії (Suomen Palloliitto) \| 12-те \| \| \| 2007 \| Рівень 1 \| Вейккаусліга (Прем'єр-ліга) \| \| ФА Фінляндії (Suomen Palloliitto) \| 11-те \| \| \| 2008 \| Рівень 1 \| Вейккаусліга (Прем'єр-ліга) \| \| ФА Фінляндії (Suomen Palloliitto) \| 9-те \| \| \| 2009 \| Рівень 1 \| Вейккаусліга (Прем'єр-ліга) \| \| ФА Фінляндії (Suomen Palloliitto) \| 10-те \| \| \| 2010 \| Рівень 1 \| Вейккаусліга (Прем'єр-ліга) \| \| ФА Фінляндії (Suomen Palloliitto) \| 5-те \| \| \| 2011 \| Рівень 1 \| Вейккаусліга (Прем'єр-ліга) \| \| ФА Фінляндії (Suomen Palloliitto) \| 11-те \| \| \| 2012 \| Рівень 1 \| Вейккаусліга (Прем'єр-ліга) \| \| ФА Фінляндії (Suomen Palloliitto) \| 11-те \| \| \| 2013 \| Рівень 1 \| Вейккаусліга (Прем'єр-ліга) \| \| ФА Фінляндії (Suomen Palloliitto) \| 10-те \| \| \| 2014 \| Рівень 1 \| Вейккаусліга (Прем'єр-ліга) \| \| ФА Фінляндії (Suomen Palloliitto) \| 6-те \| \| \| 2015 \| Рівень 1 \| Вейккаусліга (Прем'єр-ліга) \| \| ФА Фінляндії (Suomen Palloliitto) \| 12-те \| Вибування \| \| 2016 \| Рівень 2 \| Юккенен (Перший дивізіон) \| \| ФА Фінляндії (Suomen Palloliitto) \| 3-тє \| \| \| 2017 \| Рівень 2 \| Юккенен (Перший дивізіон) \| \| ФА Фінляндії (Suomen Palloliitto) \| 5-те \| \| \| 2018 \| Рівень 2 \| Юккенен (Перший дивізіон) \| \| ФА Фінляндії (Suomen Palloliitto) \| 6-те \| \| \| 2019 \| Рівень 2 \| Юккенен (Перший дивізіон) \| \| ФА Фінляндії (Suomen Palloliitto) \| 3-тє \| \| \| 2020 \| Рівень 2 \| Юккенен (Перший дивізіон) \| \| ФА Фінляндії (Suomen Palloliitto) \| 3-тє \| \| \| 2021 \| Рівень 2 \| Юккенен (Перший дивізіон) \| \| ФА Фінляндії (Suomen Palloliitto) \| 6-те \| \| \| 2022 \| Рівень 2 \| Юккенен (Перший дивізіон) \| \| ФА Фінляндії (Suomen Palloliitto) \| 3-тє \| \| \| 2023 \| Рівень 2 \| Юккенен (Перший дивізіон) \| \| ФА Фінляндії (Suomen Palloliitto) \| 9-те \| \| \| 2024 \| Рівень 2 \| Юккенен (Перший дивізіон) \| \| ФА Фінляндії (Suomen Palloliitto) \| 2-ге \| Плей-оф – Підвищення \| - 19 сезонів у Вейккауслізі - 11 сезонів в Юккенені |          |                             |         |                                   |       |                                   |
| Сезон | Рівень   | Дивізіон                    | Група   | Федерація                         | Місце | Переміщення                       |
| 1994 | Рівень 1 | Вейккаусліга (Прем'єр-ліга) |         | ФА Фінляндії (Suomen Palloliitto) | 7-ме  |                                   |
| 1995 | Рівень 1 | Вейккаусліга (Прем'єр-ліга) |         | ФА Фінляндії (Suomen Palloliitto) | 5-те  |                                   |
| 1996 | Рівень 1 | Вейккаусліга (Прем'єр-ліга) |         | ФА Фінляндії (Suomen Palloliitto) | 1-ше  | Верхня група – 5-те               |
| 1997 | Рівень 1 | Вейккаусліга (Прем'єр-ліга) |         | ФА Фінляндії (Suomen Palloliitto) | 8-ме  | Третій раунд – 8-ме               |
| 1998 | Рівень 1 | Вейккаусліга (Прем'єр-ліга) |         | ФА Фінляндії (Suomen Palloliitto) | 9-те  | Третій раунд – 10-те – Вибування  |
| 1999 | Рівень 2 | Юккенен (Перший дивізіон)   | Півніна | ФА Фінляндії (Suomen Palloliitto) | 2-ге  | Група Підвищення – 3-тє – плей-оф |
| 2000 | Рівень 2 | Юккенен (Перший дивізіон)   | Півніна | ФА Фінляндії (Suomen Palloliitto) | 2-ге  | Група Підвищення – 5-те           |
| 2001 | Рівень 2 | Юккенен (Перший дивізіон)   | Півніна | ФА Фінляндії (Suomen Palloliitto) | 2-ге  | Плей-оф – Підвищення              |
| 2002 | Рівень 1 | Вейккаусліга (Прем'єр-ліга) |         | ФА Фінляндії (Suomen Palloliitto) | 8-ме  | Верхня група – 7-ме               |
| 2003 | Рівень 1 | Вейккаусліга (Прем'єр-ліга) |         | ФА Фінляндії (Suomen Palloliitto) | 8-ме  |                                   |
| 2004 | Рівень 1 | Вейккаусліга (Прем'єр-ліга) |         | ФА Фінляндії (Suomen Palloliitto) | 11-те |                                   |
| 2005 | Рівень 1 | Вейккаусліга (Прем'єр-ліга) |         | ФА Фінляндії (Suomen Palloliitto) | 11-те |                                   |
| 2006 | Рівень 1 | Вейккаусліга (Прем'єр-ліга) |         | ФА Фінляндії (Suomen Palloliitto) | 12-те |                                   |
| 2007 | Рівень 1 | Вейккаусліга (Прем'єр-ліга) |         | ФА Фінляндії (Suomen Palloliitto) | 11-те |                                   |
| 2008 | Рівень 1 | Вейккаусліга (Прем'єр-ліга) |         | ФА Фінляндії (Suomen Palloliitto) | 9-те  |                                   |
| 2009 | Рівень 1 | Вейккаусліга (Прем'єр-ліга) |         | ФА Фінляндії (Suomen Palloliitto) | 10-те |                                   |
| 2010 | Рівень 1 | Вейккаусліга (Прем'єр-ліга) |         | ФА Фінляндії (Suomen Palloliitto) | 5-те  |                                   |
| 2011 | Рівень 1 | Вейккаусліга (Прем'єр-ліга) |         | ФА Фінляндії (Suomen Palloliitto) | 11-те |                                   |
| 2012 | Рівень 1 | Вейккаусліга (Прем'єр-ліга) |         | ФА Фінляндії (Suomen Palloliitto) | 11-те |                                   |
| 2013 | Рівень 1 | Вейккаусліга (Прем'єр-ліга) |         | ФА Фінляндії (Suomen Palloliitto) | 10-те |                                   |
| 2014 | Рівень 1 | Вейккаусліга (Прем'єр-ліга) |         | ФА Фінляндії (Suomen Palloliitto) | 6-те  |                                   |
| 2015 | Рівень 1 | Вейккаусліга (Прем'єр-ліга) |         | ФА Фінляндії (Suomen Palloliitto) | 12-те | Вибування                         |
| 2016 | Рівень 2 | Юккенен (Перший дивізіон)   |         | ФА Фінляндії (Suomen Palloliitto) | 3-тє  |                                   |
| 2017 | Рівень 2 | Юккенен (Перший дивізіон)   |         | ФА Фінляндії (Suomen Palloliitto) | 5-те  |                                   |
| 2018 | Рівень 2 | Юккенен (Перший дивізіон)   |         | ФА Фінляндії (Suomen Palloliitto) | 6-те  |                                   |
| 2019 | Рівень 2 | Юккенен (Перший дивізіон)   |         | ФА Фінляндії (Suomen Palloliitto) | 3-тє  |                                   |
| 2020 | Рівень 2 | Юккенен (Перший дивізіон)   |         | ФА Фінляндії (Suomen Palloliitto) | 3-тє  |                                   |
| 2021 | Рівень 2 | Юккенен (Перший дивізіон)   |         | ФА Фінляндії (Suomen Palloliitto) | 6-те  |                                   |
| 2022 | Рівень 2 | Юккенен (Перший дивізіон)   |         | ФА Фінляндії (Suomen Palloliitto) | 3-тє  |                                   |
| 2023 | Рівень 2 | Юккенен (Перший дивізіон)   |         | ФА Фінляндії (Suomen Palloliitto) | 9-те  |                                   |
| 2024 | Рівень 2 | Юккенен (Перший дивізіон)   |         | ФА Фінляндії (Suomen Palloliitto) | 2-ге  | Плей-оф – Підвищення              |

## Відомі футболісти
- Олексій Єрьоменко
- Роман Єременко
- Євген Новіков
- Артур Котенко
- Тааві Ряхн
- Венанс Зезе
- Валерій Гусєв
- Сергій Шпак

## Відомі тренери
| - Бор'є Нігард (1966–67) - Райнер Аху (1968–70) - Матті Аарні (1971–74) - Б'ярне Сйогольм (1975–77) - Еско Вікман (1978) - Ульф Ларссон (1979) - Б'ярне Сйогольм (1980) - Ян-Ерік Голмберг (1981) - Калле Яскарі (1982–84) - Матті Хутарі (1985) - Калле Яскарі (1986) - Річард Вілсон (1987–89) | - Карі Марс (1989) - Ханну Туру (1990–93) - Антті Муурінен (1994–96) - Вею Вальстен (1997) - Кеію Паананен (1997) - Янне Вестерлунд (1998) - Кеію Паананен (1999–01) - Сікстен Бострем (2002–04) - Ханну Туру (2004–05), (2006) - Міка Лауріканен (2007–09) - Олексій Єрьоменко Ст. (19 сер. 2009–10 чер. 2016) |